# Oidemastis
Oidemastis là một chi bướm đêm thuộc họ Erebidae.